# Dog Man
Dog Man (bra: O Homem-Cão; prt: Homem-Cão) é um filme americano de animação super-herói de comédia baseado na série de romances gráficos infantis O Homem-Cão de Dav Pilkey, produzido pela DreamWorks Animation e Scholastic Entertainment e foi distribuído pela Universal Pictures. Um spin-off e história dentro de uma história de Captain Underpants: The First Epic Movie (2017) e o segundo filme da franquia Capitão Cueca, está sendo dirigido por Peter Hastings. O filme conta com as vozes de Pete Davidson, Lil Rel Howery, Isla Fisher e Ricky Gervais.
A DreamWorks Animation anunciou a adaptação cinematográfica de O Homem-Cão em dezembro de 2020, com Hastings definido como diretor após sua experiência com os trabalhos de Pilkey em The Epic Tales of Captain Underpants (2018–2020). Karen Foster se juntou como produtora em janeiro de 2024, e o elenco foi anunciado em setembro daquele ano.
Dog Man foi lançado nos cinemas nos Estados Unidos em 31 de janeiro de 2025.

## Sinopse
Quando o policial humano Rocha e seu cachorro Greg se ferem juntos em serviço, uma cirurgia que salva vidas muda o curso da história quando o Homem-Cão nasce. O Homem-Cão deve proteger e servir enquanto persegue obstinadamente o felino Pepê, o Gato, mas a chegada inesperada do pequeno Pepezinho muda sua dinâmica.

## Elenco de Voz
- Pete Davidson como Pepê, um gato que é o arqui-inimigo do Homem-Cão e autoproclamado "o gato mais maligno do mundo".[8]
- Lil Rel Howery como Chefe, o chefe de polícia da delegacia onde o Homem-Cão trabalha.[8]
- Isla Fisher como Sarah Hatoff, uma repórter de notícias.[8]
- Poppy Liu como Butler, assistente de Petey.[8]
- Stephen Root como Vovô, o pai de Petey.[8]
- Billy Boyd como Serjão, o cinegrafista de Sarah.[8]
- Ricky Gervais como Flippy, o Peixe, um peixe com telecinese.[8]

Além disso, Laraine Newman, Luenell, Melissa Villaseñor, Cheri Oteri, Kate Micucci, Maggie Wheeler, Pearce Bunting, Max Koch e Rahnuma Panthaky foram escalados para papéis não revelados. Seguindo o material original, o Homem-Cão não fala, apenas interpretado por Peter Hastings fornecendo efeitos vocais para o personagem.

## Produção

### Desenvolvimento
Em 9 de dezembro de 2020, a DreamWorks Animation anunciou que um filme baseado na série de romances gráficos derivada Capitão Cueca, intitulada O Homem-Cão, estava em desenvolvimento, com Peter Hastings ligado à direção devido à sua experiência com os trabalhos de Dav Pilkey em The Epic Tales of Captain Underpants (2018–2020). Em 29 de janeiro de 2024, após o anúncio da data de lançamento, a DreamWorks revelou que Karen Foster seria a produtora.

### Animação
Em 6 de outubro de 2023, foi confirmado que o filme seria lançado em 2025, enquanto também foi revelado que O Homem-Cão e Gabby's Dollhouse: The Movie seriam animados inteiramente em estúdios parceiros.
Diferentemente de Capitão Cueca, que foi animado pela Mikros Image e Technicolor Animation Productions, a animação de Dog Man está a cargo da Jellyfish Pictures.

### Música
A trilha sonora do filme foi composta por Tom Howe.

## Marketing
Em maio de 2024, foi anunciado que Jakks Pacific faria mercadorias baseadas em O Homem-Cão e na série de quadrinhos original.

## Lançamento
O Homem-Cão foi lançado nos cinemas nos Estados Unidos em 31 de janeiro de 2025.  Como parte de um acordo de longo prazo com a Netflix, o filme será transmitido primeiro no Peacock. Já no Brasil e em Portugal, o filme foi lançado nos cinemas no dia 27 de fevereiro de 2025.